# Cimitero di Montmartre
Il cimitero del Nord (in francese cimetière du Nord), viene comunemente chiamato cimitero di Montmartre /mõ.'maʁ.tʁ(ə)/.

## Storia
In seguito alla ristrutturazione del quartiere di Montmartre tra il 1818 e il 1824, fu aperto il 1º gennaio 1825. Il cimitero di Montmartre è situato al n° 20 di avenue Rachel, nel XVIII arrondissement e precisamente al di sotto del livello della via, nell'area delle antiche cave di Montmartre, famose per il gesso utilizzato in vasta scala nella capitale. In queste cave abbandonate, durante la Rivoluzione francese, vennero gettati i corpi delle vittime (anche delle Guardie svizzere che intervenute per impedire l'arresto della famiglia reale furono massacrate alle Tuileries il 10 agosto 1792) in fosse comuni e ben presto anche i corpi di molti parigini che non potevano più essere portati nei cimiteri all'interno delle mura della capitale.
Le autorità locali avevano proibito la sepoltura in questi cimiteri dopo la chiusura, nel 1780, del cimitero degli Innocenti (francese: cimetière des Innocents), per ragioni di igiene e per le esalazioni tossiche provenienti dalle fosse comuni.
Furono quindi creati nuovi cimiteri, e non più depositi di cadaveri, fuori città: cimitero di Montmartre a nord, cimitero di Père-Lachaise a est, cimitero di Passy a ovest e il cimitero di Montparnasse a sud.
Il cimitero di Montmartre conta più di 20.000 concessioni e circa 500 persone vi sono inumate ogni anno.

## Sepolture illustri

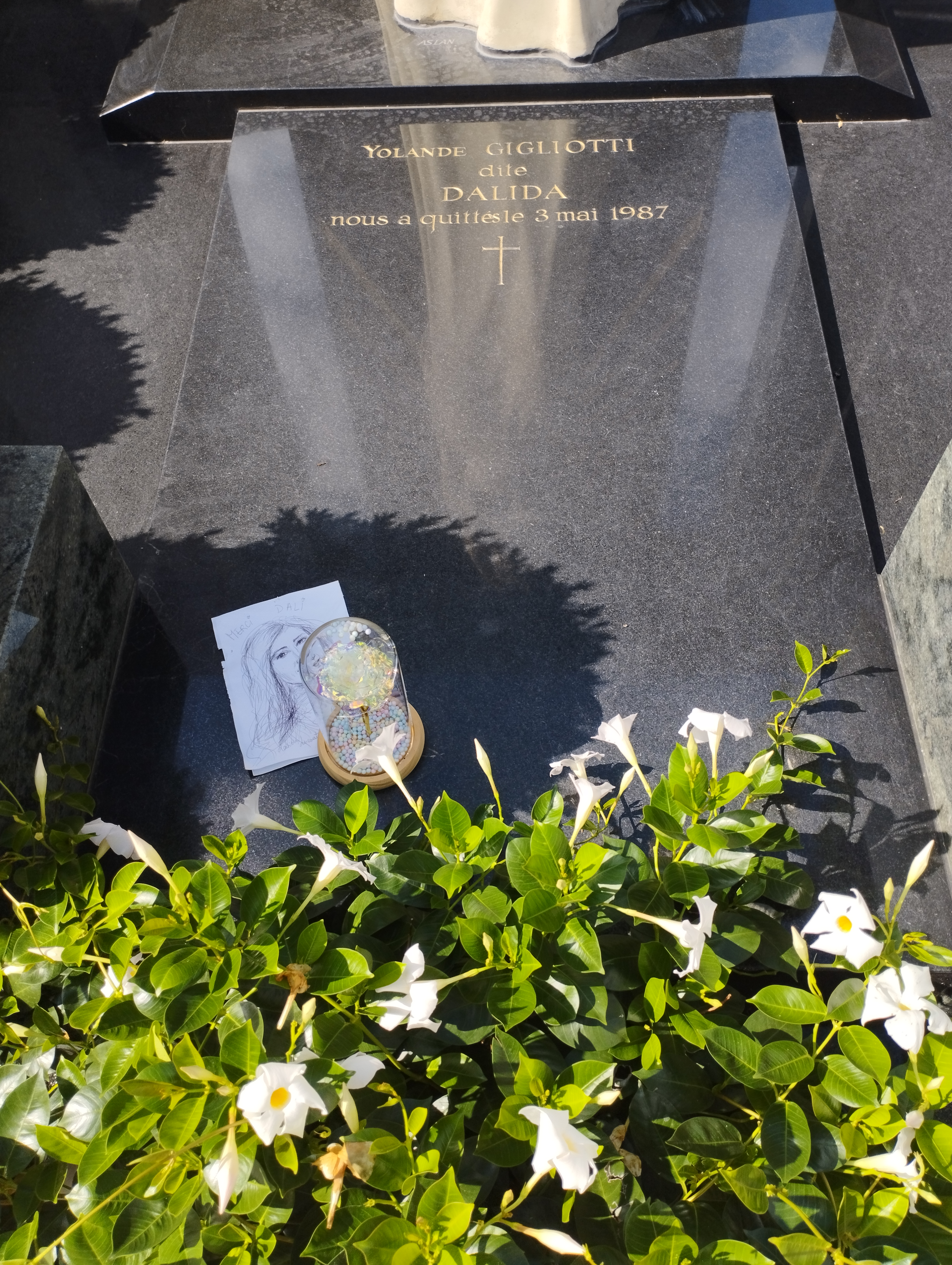
Dettaglio della tomba di Dalida

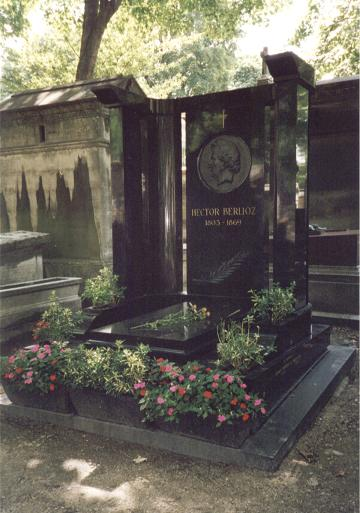
Tomba di Hector Berlioz

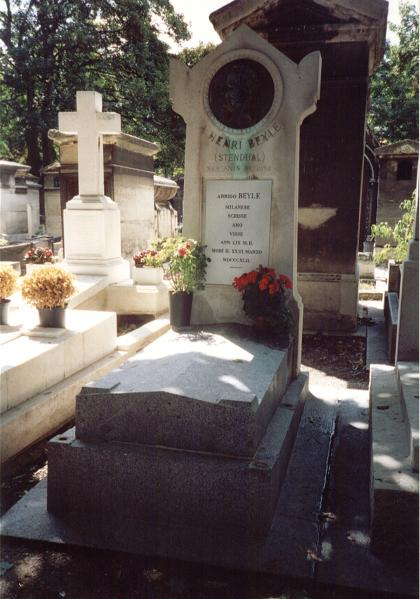
Tomba di Stendhal

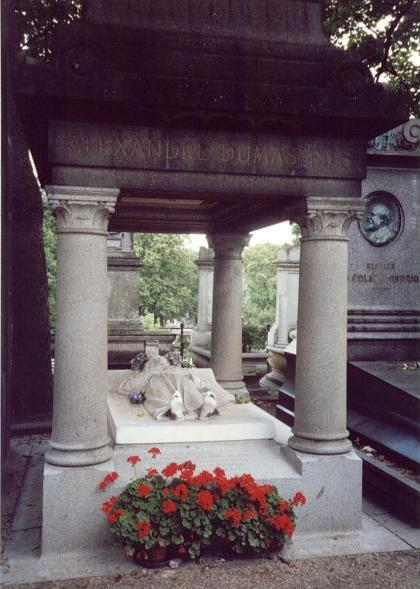
Tomba di Alexandre Dumas figlio

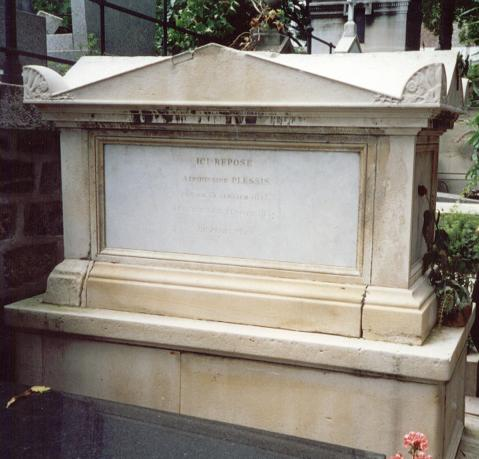
Tomba di Alphonsine Plessis, la signora delle camelie

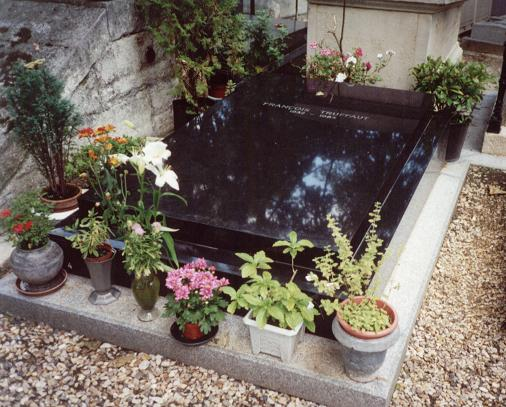
Tomba di François Truffaut

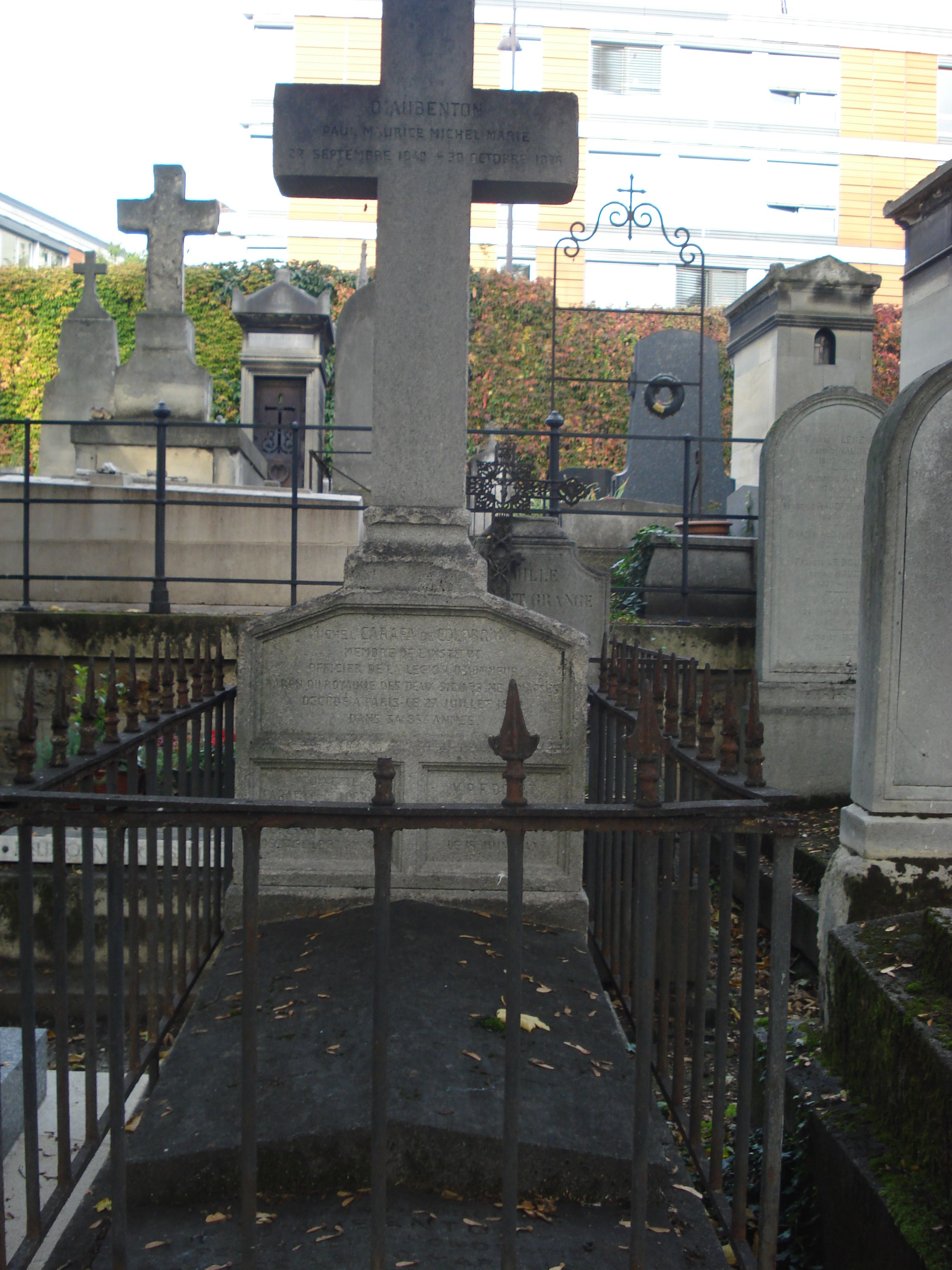
Tomba di Michele Carafa

### A
- Adolphe-Charles Adam (1803 - 1856), compositore e critico musicale
- Charles-Valentin Alkan (1813 - 1888), pianista e compositore
- André-Marie Ampère (1775 - 1836), fisico
- Édouard André (1840 - 1911), architetto del paesaggio
- Giovanni Maria Angioy (1751 - 1808), politico e rivoluzionario sardo
- Claude Autant-Lara (1901 - 2000), regista, sceneggiatore e scenografo

### B
- Humbert Balsan (1954 - 2005), attore e produttore cinematografico
- Pierre Barouh (1934 - 2016), compositore, cantante, attore e giornalista
- Michel Berger (1947 - 1992), cantautore e produttore discografico
- Hector Berlioz (1803 - 1869), compositore
- Henri Beyle detto Stendhal (1783 - 1842), scrittore
- François Claude de Bouillé (1739 - 1800), generale
- Lili Boulanger (1893 - 1918), compositrice
- Giuseppina Bozzacchi (1853 - 1870), ballerina italiana
- Jean-Claude Brialy (1933 - 2007), attore
- Filippo Buonarroti (1761 - 1837), rivoluzionario italiano

### C
- Nissim de Camondo (1892 - 1917), aviatore e banchiere
- Michele Carafa (1785 - 1872), compositore e militare italiano
- Pierre Cardin (1922 - 2020), stilista italiano
- Marie-Antoine Carême (1784 – 1833), cuoco e scrittore
- Jean-Baptiste Charcot (1867 - 1936), esploratore, medico e navigatore
- Théodore Chassériau (1818 - 1856), pittore
- Gustave Chaudey (1817 - 1871), politico e giornalista
- Rose Chéri (1824 - 1861), attrice teatrale
- Wojciech Chrzanowski (1793 - 1861), generale e cartografo polacco
- Henri-Georges Clouzot (1907 - 1977), regista cinematografico
- Véra Clouzot (1913 - 1960), attrice e sceneggiatrice brasiliana

### D
- Dalida (Iolanda Cristina Gigliotti) (1933 - 1987), cantante e attrice italiana naturalizzata francese
- Edgar Degas (1834 - 1917), pittore e scultore
- Hippolyte Delaroche (1797 - 1856), pittore
- Léo Delibes (1836 - 1891), compositore
- Marie-Anne Detourbay, contessa di Loynes (1837 - 1908), letterata e demi-mondaine
- Henri Diamant-Berger (1895 - 1972), regista, sceneggiatore e produttore cinematografico
- Narcisse Diaz (1807 - 1876), pittore
- Alexandre Dumas figlio (1824 - 1895), scrittore e drammaturgo

### F
- Jacques Fabbri (1925 - 1997), attore e regista
- Renée Falconetti (1892 - 1946), attrice
- Jean Marie Joseph Farina (1785 - 1864), profumiere e mercante italiano
- Ernest Feydeau (1821 - 1873), scrittore
- Georges Feydeau (1862 - 1921), drammaturgo
- Eugène Flachat (1802 - 1873), ingegnere
- Léon Foucault (1819 - 1868), fisico
- Carole Fredericks (1952 - 2001), cantante
- Charles Fourier (1772 - 1837), filosofo

### G
- Michel Galabru (1922 - 2016), attore
- France Gall (1947-2018), cantante
- Théophile Gautier (1811 - 1872), scrittore, poeta e giornalista
- Edmond de Goncourt (1822 - 1896), scrittore e critico letterario, fondatore dell'Académie Goncourt
- Jules de Goncourt (1830 - 1870), scrittore, fratello del precedente
- Eva Gonzalès (1849 - 1883), pittrice
- Lucien Guitry (1860 - 1924), attore teatrale
- Sacha Guitry (1885 - 1957), attore, regista e sceneggiatore

### H
- François-Antoine Habeneck (1781 - 1849), violinista, direttore d'orchestra e compositore
- Jacques Halévy (1799 - 1862), compositore
- Heinrich Heine (1797 - 1856), poeta tedesco

### I
- Daniel Osiris Iffla (1825 - 1905), finanziere filantropo
- Daniel Ivernel (1920 - 1999), attore

### J
- Louis Jouvet (1887 - 1951), attore
- Laure Junot d'Abrantès (1784 - 1838), scrittrice e memorialista

### K
- Margaret Kelly Leibovici (1910 - 2004), ballerina e impresaria
- Marie-Pierre Kœnig (1898 - 1970), generale e politico
- Bernard-Marie Koltès (1948 - 1989), drammaturgo e regista
- Joseph Kosma (1905 - 1969), compositore ungherese

### L
- Eugène Labiche (1815 - 1888), drammaturgo
- Dominique Laffin (1952 - 1985), attrice
- Charles Lamoureux (1834 - 1899), direttore d'orchestra e violinista
- Jean Lannes (1769 - 1809), generale
- Frédérick Lemaître (1800 - 1876), attore teatrale
- Michael Lonsdale (1931 - 2020), attore e pittore

### M
- Mary Marquet (1894 - 1979), attrice francese di origine russa
- Victor Massé (1822 - 1884) compositore
- Auguste de Montferrand (1786 - 1858), architetto
- Gustave Moreau (1826 - 1898), pittore
- Jeanne Moreau (1928 - 2017), attrice, cantante e regista
- Charles Mozin (1806 - 1862), pittore
- Henri Murger (1822 - 1861), scrittore

### N
- Gérard de Nerval (1808 - 1855), poeta e scrittore
- Sigismund von Neukomm (1778 - 1858), compositore e pianista austriaco
- Vaslav Nijinsky (1890 - 1950), ballerino e coreografo russo di origine polacca
- Adolphe Nourrit (1802 - 1839), tenore

### O
- Jacques Offenbach (1819 - 1880), compositore e violoncellista
- José Ortega (1921 - 1990), pittore e scultore spagnolo

### P
- Carlotta Patti (1835 - 1889), soprano italiano
- Fratelli Pereire, Jacob Emile (1800 - 1875), e Isaac Rodrigue (1806 - 1880), banchieri
- Alphonsine Plessis (1824 - 1847), nobile, ha ispirato La Dame aux Camélias
- Paul Poiret (1879 - 1944), stilista
- Patrick Pons (1952 - 1980), pilota motociclistico
- Pierre Alexis Ponson du Terrail (1829 - 1871), scrittore
- Francisque Poulbot (1879 - 1946), disegnatore e pittore

### Q
- Ferdinando Quaglia (1780 - 1853), miniatore e litografo italiano

### R
- Madame Récamier (1777 - 1849), salottiera, donna di lettere
- Salomon Reinach (1858 - 1932), archeologo e storico dei miti e delle religioni
- Jacques Rivette (1928 - 2016), regista e critico cinematografico
- Giulio Robecchi (1806 - 1846), medico italiano, fratello di Giuseppe Robecchi (1805 - 1874)
- Sophie Rostopchine, contessa di Ségur (1799 - 1874), scrittrice russa

### S
- Charles-Henri Sanson (1739 - 1806), boia esecutore durante la rivoluzione francese
- Antoine Joseph Santerre (1752 - 1809), generale e rivoluzionario
- Adolphe Sax (1814 - 1894), fabbricante di strumenti  musicali belga, inventore del sassofono
- Fernando Sor (1778 - 1839), chitarrista e compositore spagnolo
- Philippe Soupault (1897 - 1990), scrittore e saggista

### T
- Ludmilla Tchérina (1924 - 2004), ballerina, attrice e scrittrice
- Claude Terrasse (1867 - 1923), compositore d'operetta
- Ambroise Thomas (1811 - 1896), compositore d'opera
- Henri Tresca (1814 – 1885), ingegnere meccanico
- François Truffaut (1932 - 1984), regista cinematografico
- Anna Tyszkiewicz (1776 – 1867), scrittrice e nobile polacca[1]

### V
- Horace Vernet (1789 - 1863), pittore e fotografo
- Pauline Viardot (1821 - 1910), mezzosoprano, pianista e compositrice
- Alfred de Vigny (1797 - 1863), scrittore, drammaturgo e poeta

### W
- Louise Weber, detta La Goulue (1866 - 1929), ballerina – traslata, nel 1992, dal cimitero di Pantin
- André Wilms (1947 - 2022), attore